# Suore francescane insegnanti
Le Suore Francescane Insegnanti, dette di Praga, sono un istituto religioso femminile di diritto pontificio: le suore di questa congregazione pospongono al loro nome la sigla O.S.F.

## Storia
Il 1º giugno 1888 le sorelle Giacinta e Giacoma Zahalka aprirono a Slatiňany una casa di suore della congregazione delle francescane dell'Immacolata Concezione, fondata a Graz da Antonia Lampel: la comunità si rese presto indipendente dalla casa madre con l'approvazione del vescovo di Hradec Králové.
La prima superiora generale dell'istituto fu Giacinta Zahalka, che curò la diffusione delle sue suore in Boemia e che nel 1911 partì per gli Stati Uniti d'America per impiantarvi la sua congregazione.
La congregazione, aggregata all'Ordine dei Frati Minori dal 27 maggio 1920, ricevette il pontificio decreto di lode il 3 giugno 1932 e l'approvazione definitiva della Santa Sede il 2 febbraio 1950.

## Attività e diffusione
Le suore si dedicano all'istruzione e all'educazione cristiana della gioventù e alle opere di carità.
Sono presenti in Repubblica Ceca, Cile, India, Italia, Kazakistan, Kirghizistan, Slovacchia, Stati Uniti d'America, Sudafrica; la sede generalizia, dal 1947, è a Roma.
Alla fine del 2008 la congregazione contava 446 religiose in 69 case.